# Epipteromalus
Epipteromalus is een geslacht van vliesvleugeligen uit de familie Pteromalidae. De wetenschappelijke naam van dit geslacht is voor het eerst geldig gepubliceerd in 1904 door Ashmead.

## Soorten
Het geslacht Epipteromalus omvat de volgende soorten:
- Epipteromalus algonquinensis Ashmead, 1904
- Epipteromalus bengalensis Sureshan & Talukdar, 2009